# ثقافات التخطيط
ثقافات التخطيط هي مجموعة التقاليد والممارسات المختلفة في مهنة التخطيط الحضري والإقليمي الموجودة في جميع أنحاء العالم. تجري ملاءمة الخطاب والنماذج وأساليب الاتصال في ثقافات التخطيط مع الظروف المحلية التي تختلف باختلاف المجتمع، إذ لا تكون مناهج التخطيط الخاصة بجزء معين من العالم قابلة للتطبيق على مناطق أخرى منه بالضرورة. من الممكن أن تشير ثقافة التخطيط إلى كيفية قيام فنيي التخطيط بممارساتهم في موقع معين، إذ يتأثرون بـ«الإطارين المعرفيين، الفردي منهما، والمشترك بشكل جماعي» اللذين يشكلان نظرتهم نحو العالم. يقوم المخططون، حسب وصف سيمون أبرام، بـ«عمليات فعلية لإنتاج الثقافات بشكل مستمر«. يشمل مفهوم ثقافات التخطيط أيضًا كيفية تجلي التخطيط بشكل فعلي داخل المجتمع، بالإضافة إلى أنه يتشكل من خلال ثقافته ويتأثر بأفراده. تنتج الأطر الثقافية المتنوعة استجابات تخطيطية وسياسية مختلفة حول القضايا «الملزمة بسياقات ثقافية محلية محددة». تشمل الأمثلة على ثقافات التخطيط تلك الثقافات الخاصة ببلدان ومناطق وأجزاء مختلفة من العالم، فضلًا عن الثقافات المختلفة الموجودة في نفس الموقع، كثقافات التخطيط الأهلية.
تطورت ثقافات التخطيط على مدار القرن العشرين بشكل عام من محاولة تجميل المدينة التي تتميز بمركزية الدولة إلى عملية أكثر تعاونًا تضم الجمهور، وهو ما يختلف تبعًا للثقافة المحلية. ومع ذلك، يظل التخطيط في بعض المواقع عملية تنازلية تضع فيها الحكومة العليا المخطط (في الصين على سبيل المثال). تتطلب ثقافة التخطيط معالجة للظروف المحلية المختلفة، وبالتالي، فإنها تختلف من بلد إلى آخر. تطورت ثقافة التخطيط في كندا، على سبيل المثال، من جذورها متأثرة بتخطيط المدن في بريطانيا العظمى، لتصبح عملية سياسية قائمة على القيم وتعزيز المشاركة العامة في محاولة لمنح الوكالة لمجموعات مختلفة، على الرغم من عدم المساواة الاجتماعية والموروثات الاستعمارية. تُعتبر ثقافة التخطيط الأصلية، التي تطورت خلال مئات الآلاف من السنين، ثقافة تخطيطية أخرى مميزة، تنطوي على ثقافات تخطيطية متميزة وسلسة ومتطورة وفريدة من نوعها من ناحية الأرض والتاريخ والشعوب. يجري التخطيط لاستصلاح ثقافات التخطيط الخاصة بالشعوب الأصلية اليوم في العديد من البلدان بهدف استكشاف طريقة يعمل فيها المخططون من السكان الأصليين مع المخططين من غير السكان الأصليين، وذلك بشكل تعاوني للوصول إلى عملية توفيقية ملائمة ثقافيًا تتسم بالاحترام المتبادل.
تعمل ثقافات التخطيط داخل مؤسسات المواقع، وتلعب على هذا النحو دورًا داخل المجالات المؤسسية للمجتمع، وهي مجالات تتطور باستمرار، وتتغير من خلال استجابة ميكانيكية للمحفزات الثقافية. تختلف المؤسسات التعليمية في جميع أنحاء العالم حسب مناهجها التخطيطية وحسب المساهمة في تشكيل ثقافات التخطيط المتميزة، وحسب طريقة إظهار التحولات داخل ثقافات التخطيط من خلال تغيير الموضوع والتشديد.

## تنمية ثقافات التخطيط
تطورت ثقافات التخطيط مع تطور عمليات التصنيع والنهوض بالمجتمعات. كان يُنظر إلى التخطيط قبل الحرب العالمية الثانية على أنه حركة تهدف إلى تجميل المدينة اقترحها المهندسون المعماريون والسياسيون، وفي أوروبا، كان يُنظر إليه، تمامًا كما التصنيع، على أنه محاولة لتزويد قادة المدن بإطار معين لتطوير أحياء وبلدات جديدة خارج المدن المكتظة. توسع التخطيط بعد الحرب العالمية الثانية ليتجاوز مهمة التجميل فقط، فشمل العديد من العناصر الاجتماعية كالاقتصاد، والتاريخ، والدين، والسياسة العامة. أصبح موضوع تأثير العناصر الاجتماعية آنفة الذكر على طريقة تطوير البنية التحتية الحضرية أمرًا مفهومًا مع مرور الوقت. استمرت فترة تكوين ثقافة التخطيط بين أربعينيات القرن العشرين وخمسينياته، خلال الفترة التي اتسمت عالميًا بإعادة البناء إبان الحرب العالمية الثانية. انبثقت ثقافات التخطيط من ممارسات التخطيط، إذ أصبح الجمهور قادرًا تدريجيًا على إدراك تأثيرات التخطيط. بدأ المخططون خلال هذه الفترة أيضًا بمراعاة آثار ممارسات التخطيط على الجمهور. بدأت الجهود بالتحول من الاهتمام بالجانب الجمالي والفني والوظيفي للأبنية إلى الاهتمام بمناهج التنمية التحليلية والعقلانية لحل المشاكل التي تعاني منها المدينة أو المنطقة.
تحولت ثقافة التخطيط في العديد من البلدان من ممارسة تتمحور حول التصميم بقيادة مجموعة صغيرة من المهنيين إلى نشاط اجتماعي ذي نطاق أوسع يشارك فيه عامة الناس.
بدءًا من ستينيات القرن العشرين، تعرض نموذج التخطيط التقليدي «من القمة إلى القاعدة» و«المتمحور حول مركزية الدولة» للانتقادات باعتباره ثابتًا ولا يستجيب للتعامل مع القضايا المعقدة على الصعيد المحلي، فبدأت ممارسة التخطيط في العديد من الدول الصناعية بالتحول إلى عملية ذات مخطط يبدأ من القاعدة وينتهي بالقمة «من القاعدة إلى القمة» و«متمحور حول عامة الناس». تطور هدف التخطيط خلال هذه الفترة الانتقالية من توفير حلول لبعض القضايا إلى هدف أكثر شمولًا يرتكز على مواجهة التحديات الاجتماعية والاقتصادية، وكان ذلك محاولة لاستكشاف حلول أكثر كفاءة ومرونة وأكثر قابلية للمراقبة والمحاسبة في ما يخص المشاكل المعقدة. بسبب تطور ثقافة التخطيط في الدول الصناعية وتحولها لتصبح أكثر شمولية وإدراكًا للقضايا المتعلقة بالبيئة، والمساواة الاجتماعية، والتعددية الثقافية، وغيرها من القضايا غير المكانية، شعر المخططون بضرورة إعادة التفكير في آرائهم المهنية للتفاعل مع عامة الناس ولإيجاد أرضية مشتركة بين جميع الشرائح المختلفة من المجتمع، مع اختلاف خلفيتهم الثقافية ومصالحهم. حافظت بعض الدول النامية كالصين، وكوبا، وإيران، خلال الفترة نفسها، على نموذج التخطيط التقليدي «من القمة إلى القاعدة»، إذ استمر التخطيط فيها باتباع استراتيجيات وطنية شاملة. بدأت تلك البلدان وغيرها منذ ثمانينيات القرن العشرين باتخاذ مناحٍ مختلفة في مناهج التخطيط.

## مقارنة بين ثقافات التخطيط في دول العالم
تخضع عمليات التخطيط والنتائج المنبثقة عنها بشكل كبير للتأثيرات السياسية والهياكل المؤسساتية التي تختلف اختلافًا كبيرًا حسب البلد. تشتمل عملية التخطيط على أصحاب الشأن، على الرغم من أنها تخضع في المقام الأول لإشراف الحكومات وموافقتها. يمكن على هذا الأساس تحديد أهم العوامل التي تؤثر على ثقافة التخطيط بـ: الهياكل الحكومية الدستورية (دولة اتحادية، أو ولايات فيدرالية، أو دولة متعددة القوميات)، والهيكل الاقتصادي (الاقتصادات السوقية، أو تلك الاقتصادات التي تمر بمرحلة انتقالية من الاقتصادات الموجهة)، ووتيرة النمو السكاني في المناطق الحضرية، والثقافة السياسية (إشراك المجتمع المدني، ودور وسائل الإعلام، والقدرة التنافسية بين الأحزاب، وصدق العملية السياسية)، ومستوى التنمية الاقتصادية.